# Hîrjău
Hirjau (en rumano: Hîrjău; en ruso: Ержово, romanizado: Yerzhovo; en ucraniano: Єржово, romanizado: Yerzhovo) es una comuna y pueblo ubicado en la parcialmente reconocida República de Transnistria, dentro del distrito de Rîbnița, aunque de iure pertenece a Moldavia. 

## Toponimia
Otros nombres históricos del pueblo existen en polaco: Erżewa.

## Geografía
Hirjau se encuentra en el margen izquierda del río Dniéster, 5 km al noroeste de Ribnita.     
La comuna se compone de tres pueblos: Hirjau, Mihailovca Nouă (en ruso: Новая Михайловка, romanizado: Novaya Mijáilovka; en ucraniano: Нова Михайлівка, romanizado: Nova Mijáilivka) y Sărăței (en ruso: Сарацея; en ucraniano: Сарацея).    

## Historia
Erżewa o Erżów era una aldea privada de la familia Lubomirski del voivodato de Brátslav durante los tiempos de la Mancomunidad polaco-lituana. En 1793, cuando Polonia fue dividida entre el reino de Prusia y el Imperio ruso, el pueblo pasó a manos de los rusos.
En 1924, Hirjau pasó a formar parte del óblast autónomo de Moldavia, que pronto se convirtió en la República Socialista Soviética Autónoma de Moldavia, y en la República Socialista Soviética de Moldavia en 1940 durante la Segunda Guerra Mundial. De 1941 a 1944, Hirjau fue administrada por el reino de Rumania como parte de la gobernación de Transnistria.

## Demografía
Según el censo de 2004, los ucranianos representaban el 67,47% de la población local; los rumanos son el 17,42% y los rusos, el 13,1%.